# Скаландроне (Напуљ)
Скаландроне је насеље у Италији у округу Напуљ, региону Кампанија.
Према процени из 2011. у насељу је живело 61 становника. Насеље се налази на надморској висини од 82 м.